# Science-Fiction-Jahr 1868
Übersicht

◄◄ | ◄ | 1864 | 1865 | 1866 | 1867 | Science-Fiction-Jahr 1868 | 1869 | 1870 | 1871 | 1872 | ► | ►►

Weitere Ereignisse

## Geboren
- Claude Anet († 1931)
- Hans Hyan († 1944)
- Richard Nordhausen († 1941)
- Arthur Oelwein († 1925)
- Max Pollaczek
- Amanda Sonnenfeld (Pseudonym: Amanda Sonnenfels; † 1935)
- Heinrich Teut († 1963)